# 小野田リカ

小野田 リカ（おのだ リカ、1975年5月23日 - ）は、兵庫県神戸市出身の気象予報士、リポーターである。元瀬戸内海放送のアナウンサー。神戸女学院高等学部・京都大学文学部卒業。身長158cm、体重43kg、B80cm、W58cm、H80cm。血液型A型。舞夢プロ所属。現在は大阪大学非常勤講師でもある｡

## 備考
- 趣味はフラメンコ、エアロビクス、ショッピング、お酒（本人談）。
- 「ベジタブル&フルーツマイスター」（野菜のソムリエ）資格所持。
- 高橋尚子の活躍に刺激され、マラソンに開眼。神戸ワイン杯クロスカントリー大会では女子の部2位入賞の他、大阪実業団駅伝にサンテレビチームの一員として出場。

## 活動内容

### 出演番組
- 広島テレビ「旬感テレビ派ッ!」天気情報

### これまでの主な出演番組
- 関西テレビ☆京都チャンネル 「京都最新情報」水曜日 観光情報キャスター
- 西日本放送テレビ「ニュースリアルタイム」気象情報（2006年4～12月、月～水）
- サンテレビ「ニュースEyeランド」 天気予報（2000年7月～2007年3月、木・金）
- 奈良テレビ「ニュースONステージ」土曜日 天気情報
- 奈良テレビ『喝采座 ～伝統芸能へのアプローチ』ナビゲーター

### 瀬戸内海放送時代
- KSBニュース
- なんしょんな!!香川 TVキャビネット（FMマリノ（FM高松と合併）との共同制作番組）